# Игошин, Владимир Александрович
Владимир Александрович Игошин (19 февраля 1946, Свердловск — 25 апреля 2010, Москва) — советский хоккеист, нападающий. Мастер спорта СССР (1969). Тренер, функционер. Заслуженный работник физической культуры Российской Федерации (1996).

## Биография
С семи лет до окончания школы играл за хоккейную команду школы № 5 Свердловска. С 1965 года стал выступать за свердловский "Спартак. В том же году был принят на работу инструктором физкультуры в свердловский областной совет ДСО «Спартак» и поступил на факультет физвоспитания в Свердловский государственный педагогический институт, который окончил в 1970 году. В следующем году команда была передана в ведение ТПО «Свердлавтотранс» и переименована в «Автомобилист». Игошин стал инструктором физкультуры Средне-Уральского управления автомобильного транспорта. Всего провёл за «Спартак»/«Автомобилист» 11 сезонов, из них четыре — в чемпионате СССР, был капитаном команды.
Серебряный призёр хоккейного турнира зимней Универсиады 1970 года. В 1972 году, находясь на срочной службе, стал чемпионом Вооружённых сил СССР по хоккею в составе команды Уральского военного округа.
В 1975 году — инженер Уральского оптико-механического завода, играл за команду «Луч».
Один из первых выпускников московской высшей школы тренеров при ГЦОЛИФКе (1976—1978). Старший тренер «Луча» (1978/79 — 1980/81). В 1981 году уехал в Москву. Старший тренер «Крыльев Советов» с марта 1982 года до конца сезона. Работал завучем и тренером-преподавателем СДЮСШОР, директором учебно-спортивного центра профкома ВИЛС.
В сезонах 1984/85 — 1985/86 — старший тренер воронежского «Бурана», фарм-клуба «Крыльев Советов».
Заместитель председателя по организационно-массовой работе в Московском городском совете ДСО «Юность» (1986). Заведующий отделом хоккея российского республиканского Совета ВДФСО профсоюзов (1987—1989). Тренер сборной команды СССР по хоккею Госкомспорта (1989—1992). Руководитель национальной сборной вместе с Игорем Дмитриевым на предолимпийском фестивале в Альбервилле (1991). Вице-президент Межнациональной хоккейной лиги (1992—1995). Главный специалист Федерации хоккея России (1995—1996). Исполнительный директор Российской хоккейной лиги (1996—1999). Специалист по научно-методической работе ФХР (2007—2008). Руководитель группы научно-методического обеспечения ФХР (2008—2009). Проректор московского института бизнеса, информатики и телекоммуникаций РАО ЕЭС России (2000—2010).
Скончался 25 апреля 2010 года в возрасте 64 лет. Похоронен на 157-м участке Митинского кладбища.